# Extremis
"Extremis" es un arco argumental de seis números de la serie de cómics de Iron Man (vol. 4), publicado en números del uno al seis en 2005 y 2006 por Marvel Comics. Fue escrito por Warren Ellis e ilustrado por Adi Granov. "Extremis" redefine el statu quo de Iron Man, incrementando el poder de sus armaduras significativamente.
"Extremis" recibió críticas en su mayoría positivas, y es considerada frecuentemente como una de las mejores historias de Iron Man. Algunos elementos de "Extremis" fueron adaptados para la película del 2008 Iron Man y sirvió como material de fuente primaria para Iron Man 3 y el episodio "Extremis" de Iron Man: Armored Adventures.

## Producción
"Extremis" fue el primer arco argumental de Iron Man después de la historia "Disassembled" (la cual se desarrolló a través de diversos cómics de Marvel, pero afectó principalmente a los Vengadores), así como el primer arco argumental del cuarto volumen de Iron Man en general.
La historia fue pensada como un "nuevo comienzo" para el personaje - que redefiniría sus orígenes como un comerciante de armas, al "piloto de pruebas para el futuro" que Ellis quería que fuera. La historia raramente menciona el pasado de Iron Man, y las referencias al resto del Universo Marvel se limitan a breve, pasando por las menciones de Los Vengadores y de Fin Fang Foom. Warren Ellis admitió que no había leído intencionalmente ningún material de Iron Man además de las ediciones más antiguas.
Esto es similar para Adi Granov. "Mi primer contacto oficial con el personaje ocurrió un año antes de Extremis. [...] Al leer el guion, me di cuenta de lo realista que era el enfoque de Warren para la historia. [...] Al ilustrar el libro, yo quería que mi arte reflejara el realismo en la escritura de Warren [...] Sentí que Warren escribió una especie de thriller tecnológico de acción, y quería que el arte reflejara eso. [...] Vi a Iron Man no solo como un superhéroe en un traje; más bien es un piloto o un arma. Para mí, la armadura de Iron Man es más parecida a un avión de combate que a un traje".
La historia, que dura alrededor de tres a cuatro días en el tiempo del cómic, tiene lugar en un momento indefinido entre la fundación de los Nuevos Vengadores, y la catástrofe de Stamford (la cual condujo a la Guerra Civil de Marvel).

## Historia

### Trama
El arco de la historia incorpora un origen actualizado de Iron Man. Tony Stark es un diseñador de armas cuyas invenciones se utilizan en contra de Al Qaeda en Afganistán antes de la primera Guerra del Golfo. Durante una visita de inspección, una de las propias bombas de Stark estalla, incrustando un fragmento de metralla en su pecho, el cual casi lo mata. Luego es capturado por terroristas afganos. Al igual que la historia original de origen, Tony crea una armadura junto con el Dr. Ho Yinsen y escapa de los terroristas, pero Yinsen no sobrevive.
Tres hombres entran furtivamente a un almacén abandonado en Bastrop, Texas, donde dos de ellos inyectan al otro, a quien llaman "Mallen". Esta inyección contiene una droga experimental que hace que caiga en el suelo en un inmenso dolor. Un extraño cambio físico lo alcanza; sus compañeros horrorizados escapan de la habitación y lo encierran.
En su taller / garaje en Coney Island, Tony Stark es despertado de su sueño irregular para llevar a cabo su ritual matutino de luchar para mirarse en el espejo antes de salir para una entrevista programada con el periodista John Pillinger (basado estrechamente, por la admisión de Ellis, en el reportero australiano John Pilger). Pillinger descubre, en su conversación con Stark, que la culpabilidad de Stark no es principalmente por su historia como un diseñador de armas (en un flashback vemos a un joven Stark herido por una mina de su propia invención, el inicio de la reelaborada historia de origen de Ellis), sino también por las mejoras para cambiar al mundo que había esperado para financiar su diseño de armas, pero todavía tiene que materializarse. "¿Ha cambiado algo?" - pregunta Pillinger, y es claro que ambos hombres están angustiados por la pregunta.
El cuerpo del hombre inyectado, todavía tendido en el almacén de Bastrop, ahora está cubierto completamente por una extraña capa de tejido cicatrizado.
Días más tarde, en la oficinas de Futurepharm Corporation en Austin, Texas, el Dr. Aldrich Killian se suicida frente a su computadora, informándole a su compañera de trabajo, Maya Hansen, que ha robado y "desatado" el enormemente peligroso suero Extremis de la empresa para algún propósito convincente pero sin revelar. Hansen llama a Tony Stark, quien era su antiguo novio, y quien se va hacia su aeropuerto privado tras recibir su llamada en la armadura de Iron Man.
De vuelta al almacén de Texas, los dos hombres regresan para encontrar a su compañero—casi normal en apariencia otra vez, a pesar de que casi ha perforado agujeros en el metal de la puerta cerrada—consciente y vivo.
Stark llega a Texas en un avión privado, poniendo fin a una teleconferencia en la que rechaza las llamadas de su directorio de la empresa para renunciar como el CEO, diciendo que ellos solo reiniciarán la fabricación de armas si lo hace.
Al llegar a Futurepharm aprende de Hansen solo que el proyecto implica robado "microcirugía robótica", y, no sé quién lo tiene, ahora (ya que no se puede hackear la computadora de Killian). Stark envía vía satélite el disco duro de Killian todo para ser hackeado por uno de sus contactos, y para distraer a Maya, viajan a San Diego para hablar con su viejo amigo y maestro Sal Kennedy.
Kennedy habla sobre el papel de las sustancias psicodélicas en la temprana evolución humana de cazadores, y cómo el uso de estas sustancias puede ayudar a entender el "sistema operativo" del cerebro - e incluso reescribirlo, una vez entendido. Kennedy aún rinde un pequeño homenaje al difunto Terence McKenna. Él va a hablar sobre el desarrollo tecnológico en general, llamándolo la "creación de mejores cazadores", y sus dos estudiantes, en particular: Maya Hansen "el Edward Teller de la biología ", y Stark," el Dean Kamen de la tecnología ". Se burla largo y tendido sobre las decepciones de las grandes mentes (Kamen, a pesar de sus muchas obras buenas, famosa solo por ser el inventor del Segway, y, Clive Sinclair revolucionando la industria británica de la computadora, sin embargo, sólo se recuerde por el C5 - "Un Segway con pedales "). Kennedy se lamenta de que el epitafio de muchos individuos ingeniosos dichos es "casi útil" - los tres de ellos, incluido él.
Mientras tanto, los tres hombres del matadero llegan a la oficina de campo del FBI de Houston, y el sobreviviente de la inyección entra desarmado. Mientras que Kennedy Tony y Maya hablan sobre su trabajo militar y su hasta ahora gran fracaso, el sobreviviente camina con las manos vacías en la estación FBI - su cara distorsionada en un rictus de odio - y fácilmente mata a toda persona armada o desarmada que ve ( a menudo con las manos desnudas, y algunos de incinerándolos con las llamas).
Maya ve la historia en las noticias, al darse cuenta de que el terrorista-y sus cincuenta bajas-son su culpa, y el resultado de su proyecto, que ella llama "Extremis". Tony llama para que el avión estará listo para llevarlos a Austin, y por su armadura de estar allí, también. De vuelta en la camioneta, el asesino vuelve a unir sus cómplices y les dice que él sólo está empezando.
En el vuelo de regreso a Texas, Maya le dice a Stark que Extremis es un suero nanotecnología militar - (otro) intento de recrear el suero del Super Soldado, que se conecta con "centro de reparación" del cerebro y dirige al cuerpo a reconstruir desde cero, como si se tratara de todo tejido de la herida para ser sustituido. El diseño para el nuevo cuerpo se puede programar antes de la inyección, y puede implicar habilidades sobrehumanas, dándole una aplicación (no probado) militar. Maya había tomado el contrato militar para su desarrollo, a pesar de su verdadera intención de utilizar sus ganancias para financiar y promover la investigación contra el cáncer. Stark recibe una llamada de su amigo hacker, lo que revela que Killian dio Extremis a una milicia nacional.
Tony da instrucciones a las autoridades policiales de la zona con una transmisión a la Mansión Avengers antes de aterrizar y, una vez más, se pone la armadura de Iron Man. Mientras se dirigía de nuevo a Bastrop, Texas en la furgoneta, Mallen recuerda brevemente de nuevo a la forma en que fue testigo de la muerte de toda su familia cuando era niño, en una redada en su casa. Iron Man, dándole seguimiento a la furgoneta desde arriba, deshabilita la furgoneta y batalla contra Mallen, pero, es rotundamente derrotado por Mallen, con bajas civiles. Mallen huye, dejando a Stark atrapado debajo de un coche con armadura a potencia cero y las llamas acercándose, pero, Stark salva a sí mismo y a los pasajeros del coche, levantando su armadura a 1% de su potencia mediante el uso de la energía térmica de las llamas.
Tony llama a Maya y hace que lo remolquen a Futurepharm, donde, en una bahía médica privada, se quita su armadura, revelando su identidad en secreto. Sus lesiones internas tras la lucha son críticos, y Tony se da cuenta de que la única manera para sobrevivir a eso-y para mejorar su tiempo de respuesta suficiente para derrotar a Mallen, es someterse al proceso de Extremis, él mismo. Él comenta que es la segunda vez que ha tenido que probar un arma para sobrevivir una lesión mortal. Maya teme que Stark no sobreviviva al proceso, pero Stark insiste, así, le inyecta el suero y se convulsiona, cayendo en un estado de coma.
Mientras está en un coma regenerativo, Stark revive la historia de su origen como Iron Man, comenzando con su primera lesión mortal (herido por su propia mina terrestre en la preguerra del Golfo, Afganistán, y es convertido un prisionero de Al Qaeda que habría de fabricar sus armas. Su compañero de prisión e investigador médico expereimental Ho Yinsen, informa a Stark que la metralla está acercándose a su corazón y luego lo matará. Ambos desarrollan un prototipo de traje de Iron Man que utiliza poderosos campos electromagnéticos para mantener la metralla a distancia del corazón de Stark, darle el poder suficiente para su plan de escape y vengarse de sus captores.
Tras 24 horas en coma, en un capullo semejante al de un escarabajo que envolvió su cuerpo; Stark despierta curado. Ahora una funda de control interno de la armadura de Iron Man se encuentra dentro de su cuerpo, capaces de salir con una orden mental. La funda le permite conectarse a sí mismo, no sólo con su armadura, sino con redes de teléfono, computadora, e incluso global por satélite. Se da a conocer nueva armadura de Iron Man, tamaño maleta que se auto-ensambla alrededor de su cuerpo cuando el lo ordena con su pensamiento.
Aprovechando el grupo de satélites Stark, Iron Man se encuentra a Mallen en dirección a Washington D. C.. Los dos luchan, pero ahora es Mallen, el que es superado. Aboga fuertemente con Mallen para que llegue a rendirse, trabajando duro para no matar a Mallen mientras se defendía. Stark alega que la historia de Mallen le aterroriza, porque es muy similar a la suya, desde el momento que Stark acabó con cincuenta Al Qaedas mientras trataba de liberarse a sí mismo y a su compañero de prisión en la armadura de Iron Man. La diferencia es que Stark está tratando de elevarse por encima de matar y hacer una diferencia, mientras que Mallen no puede ver el futuro. Mallen finalmente toma la delantera en la lucha, declarando que va a matar el futuro, de todos modos, empieza a destrozar el metal de la placa del pecho de Stark: sea por esto, o por desesperación, lanza un rayo de energía que empala a Mallen, hiriéndolo mortalmente. Luego le aplica la eutanasia, al decapitar a Mallen con los rayos repulsores.
Lleno de rabia y culpa por haber tenido una vez que matar, vuelve a Futurepharm para actuar comprendiendo que Aldrich Killian no podría haber abierto la bóveda de la compañía sólo. Ahora está claro que Maya debió haber ayudado a robar y liberar el Extremis con el fin de proporcionar a su proyecto con un sujeto de prueba humano que pudiera demostrar su viabilidad en el combate. Al hacerlo, le salvaría la financiación militar, que ella seguiría desviando hacia la investigación del cáncer. Maya le confiesa eso a Stark, y las tropas que él trae con él para su arresto, pero, ella declara que él no es mejor que ella., Tony está de acuerdo, con la salvedad de que por lo menos él está tratando de ser mejor de lo que ella es, y por eso, él será capaz de mirarse en el espejo a la mañana siguiente.

## Recepción
"Extremis" recibió críticas positivas, y es a menudo considerado como una de las mejores historias de Iron Man.

## En otros medios

### Televisión
- La miniserie Extremis fue adaptada libremente como un episodio de Iron Man: Armored Adventures del mismo nombre. En el episodio, la fórmula Extremis es re-imaginada como un intento de recrear el Suero del Súper-Soldado que concedió al Capitán América sus poderes. Mallen (en este caso un exagente de S.H.I.E.L.D. en lugar de un terrorista) se inyecta con la fórmula después de ser despedido por Nick Fury, y Mallen hiere a Iron Man durante su encuentro inicial. Entonces, Tony se inyecta a sí mismo con un poco de la versión modificada de la fórmula Extremis, lo que le permite plenamente interactuar con su armadura (junto con todas las otras formas de tecnología) y derrotar a Mallen. Según Andros Stark en el episodio de "Iron Man 2099", en el futuro, todo el mundo tiene una versión mejorada de Extremis, y él mismo (en 2099) se ejecuta la versión 16.5 con nombre JARVIS.

- El suero Extremis aparece en la serie de Agents of S.H.I.E.L.D., siguiendo el hilo de la trama de Iron Man 3.[9] El episodio piloto presenta a Michael Peterson (J. August Richards), un extrabajador de una fábrica que fue inyectado por el Proyecto Ciempiés con un suero experimental que es Extremis combinado con metal Chitauri, radiación gamma y un intento de recreación del suero de súper soldado. En "The Girl in the Flower Dress", Proyecto Ciempiés intenta mejorar el suero al experimentar con el actor callejero pirocinético Chan Ho Yi, aumentando sus habilidades pirocinéticas. La operativa de Ciempiés, Raina (Ruth Negga) más tarde revela que el Proyecto Ciempiés ha encontrado una manera de evitar que los elementos inestables de Extremis se quemen al recolectar sus plaquetas. Después de que su misión fuera un éxito, Raina visita a Edison Po en la cárcel para contarle al "clarividente" sobre el estado de la misión. En "TAHITI" y "Ragtag", se revela que el revestimiento de S.H.I.E.L.D., John Garrett es el "Clarividente" del Proyecto Ciempiés, que a su vez se revela como una rama de Hydra y que la investigación que Ciémpies ha realizado sobre el suero ha sido con el propósito de restaurando sus fallidos implantes Deathlok. Cuando Raina inyecta el suero en el cuerpo de Garrett después de que se haya mezclado con lo que quedaba del Kree. A base de suero de GH-325, Garrett se estabiliza mientras pierde su cordura como consecuencia de los efectos secundarios del GH-325.

- El episodio de Invasión Secreta, "Promises", revela que el grupo Skrull de Gravik tiene una muestra de un paciente Extremis no identificado.

### Cine
Cada una de las tres respectivas películas de Iron Man (y la película cross-over The Avengers) han tenido señales desde el arco de la historia Extremis:
- El origen y la armadura de Iron Man usado en la película de 2008 Iron Man se parecen mucho a las introducidas en "Extremis". Basándose en su trabajo en "Extremis", el artista Adi Granov fue traído como productor de la película,[6] y creó los diseños finales para la armadura de Iron Man.[10] En el DVD de Iron Man, "Extremis y más allá" se incluye como una característica especial.[11] En otros contenidos, Adi Granov y Warren Ellis fueron entrevistados sobre el origen, los trajes, John Pillinger (el entrevistador), y el traje de estar en una jaula, no un maletín.

- En Iron Man 2, un pequeño arco argumental de la historia trata de Tony tratando de encontrar una solución a la intoxicación por paladio de su Reactor Arc, con el tiempo llegar a crear un nuevo elemento de un marcapasos parecido a la armadura Extremis. También revela una armadura que tiene su origen en la forma de un maletín.

- En Los Vengadores, con el fin de escapar de Loki, Tony Stark usa pulseras como un precursor de los Extremis para convocar la tecnología y guiar el traje Mark VII a él cuando está en caída libre.

- En Iron Man 3, la historia Extremis se adapta en gran parte de la película, así como Aldrich Killian y Maya Hansen, quienes se desempeñaron por Guy Pearce[12] y Rebecca Hall,[12] respectivamente, que se incluyen como personajes principales. En la película, Stark se implanta a sí mismo con microchips, lo que le permite adaptarse en su armadura Mark 42 a su voluntad, en cualquier ocasión, lo que es similar a cómo Stark puede instruir su armadura para montar a su propia voluntad después de someterse al proceso de Extremis. Al igual que con el arco de la historia, Killian y Hansen desarrolló Extremis, aunque el papel de Killian en la película se amplió para él convertirse en el antagonista principal, además de ser el fundador de Ideas Mecánicas Avanzadas, que consta de numerosos soldados que experimentó con el Extremis (que consisten de Eric Savin, Ellen Brandt y Jack Taggart entre otros). Killian también esta sujetó al virus. Cuando se inyecta con Extremis, la víctima es sometida a un dolor inmenso. Si el cuerpo de la víctima acepta el Extremis, se verá reforzada con habilidades increíbles. Sin embargo, si el cuerpo de la víctima lo rechaza, se calientan y provoca una explosión de 3000 °C, la cual se puede utilizar para hacer de la víctima una bomba. Las capacidades curativas del Extremis también se muestran con mayor profundidad, hasta el punto que los inyectados con Extremis pueden regenerar extremidades dañadas, con los soldados originales vuelven a crecer las extremidades perdidas en combate antes de ser "infectados" con Extremis y Killian regenerar su mano izquierda cortada por Tony que apagado durante una pelea (aunque todavía son vulnerables a los daños particularmente graves; Savin es asesinado por un disparo en el pecho del pectoral de Stark, al igual Mallen en la historia original). Además de esto, las víctimas del Extremis reciben una mayor agilidad, fuerza sobrehumana y la manipulación exotérmica, lo que les permite respirar fuego y calentar las armaduras de Iron Man en combate (aunque no son lo suficientemente potente como para derretir fácilmente las armaduras).

- Un soldado Extremis aparece en la película de 2021 Shang-Chi y la leyenda de los Diez Anillos, interpretado por un actor no acreditado. Se le muestra participando en el club de lucha clandestino de Xu Xialing llamado Golden Daggers Club en Macao, donde luchó contra la exmiembro de Black Widows, Helen.

### Videojuegos
- Iron Man usa el traje Extremis en Marvel vs. Capcom 3: Fate of Two Worlds,[13] así como el seguimiento, Ultimate Marvel vs. Capcom 3.
- El traje Extremis es un traje opcional en las versiones de Wii y DS del videojuego Iron Man 2.
- Los soldados de Extremis aparecen en Iron Man 3: The Official Game.
- Extremis aparece en Marvel: Avengers Alliance. Aparece como parte de Operaciones especiales 9 que involucra a Iron Man, Rescue y Iron Patriot luchando contra los súper soldados mejorados de Extremis que invaden la Torre de los Vengadores mientras intentan investigar la fuente del proyecto.
- Soldados extremistas aparecen en Lego Marvel Super Heroes.[14] Acompañan a Mandarín y Aldrich Killian en el ataque a la Torre Stark.